# HD120166
HD120166 — хімічно пекулярна зоря спектрального класу A0, що має видиму зоряну величину в смузі V приблизно 10,2.
Вона  розташована на відстані близько 985,4 світлових років від Сонця.

## Фізичні характеристики
Телескоп Гіппаркос зареєстрував фотометричну змінність  даної зорі з періодом    0,64 доби в межах від  Hmin=10,68 до  Hmax=10,00.